# Anker (Bauwesen)

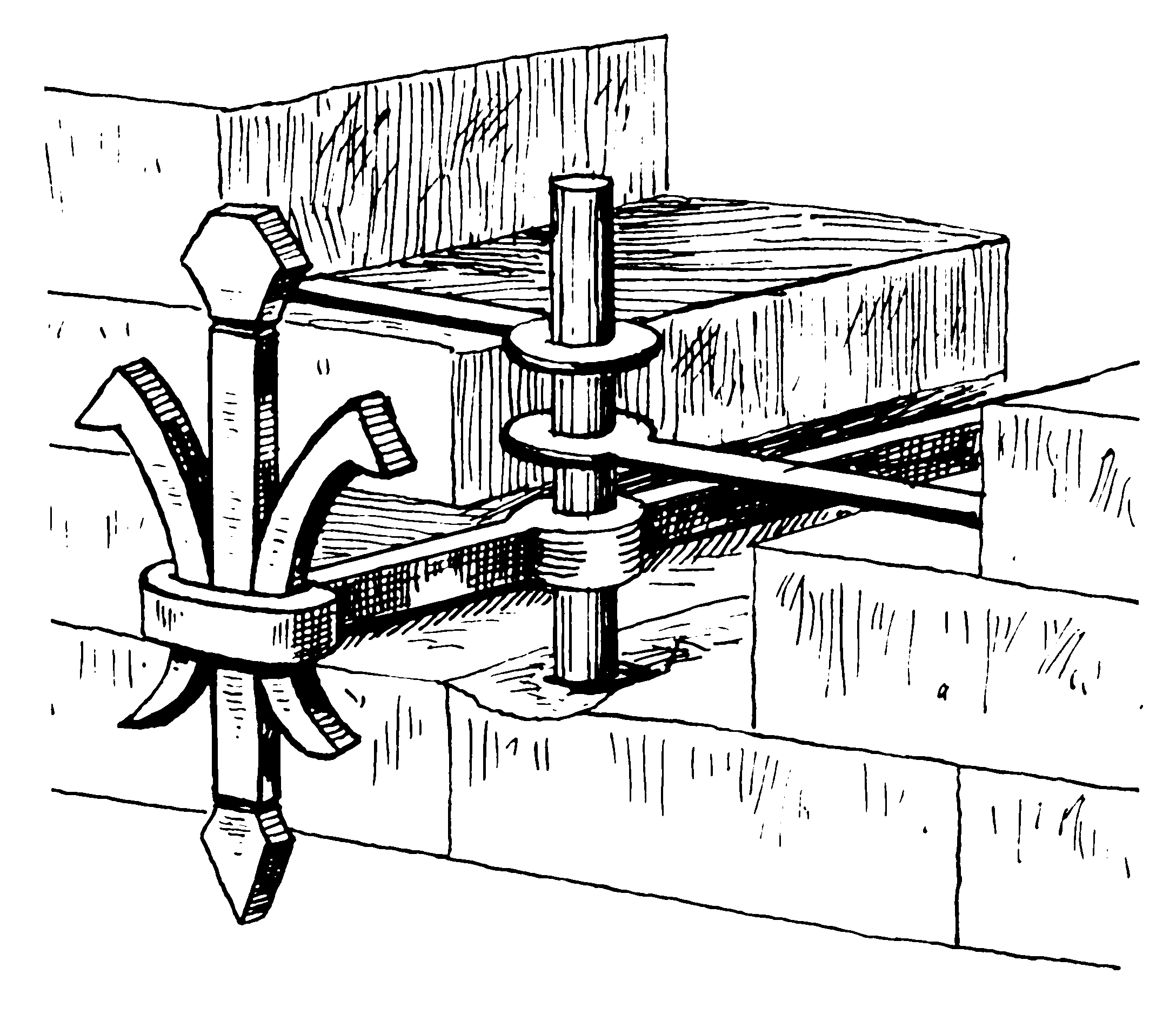
Einbau eines doppelten Mauerankers im Quadermauerwerk

Ein Anker ist im Bauwesen ein Bauteil zur zugsicheren Verbindung (Verankerung) von Bauteilen. Anker bestehen überwiegend aus Eisen oder Stahl, können aber auch aus Holz, Stahl- oder Spannbeton oder anderen zugfesten Materialien hergestellt werden.
Anker im Tiefbau und der Geotechnik werden unter Anker (Geotechnik) beschrieben.

## Maueranker zur Aussteifung von Wänden
Ein Maueranker ist ein Metallteil in einer Wand oder Mauer, das überwiegend Zugkräfte aus Bauteilen aufnimmt, die an die Mauer angrenzen und deshalb auch Zuganker genannt wird.
Der eigentliche Anker besteht meist aus einem Rund- oder Flacheisen oder einer Metallplatte. Dieser Anker wird entweder in einer Mauerfuge vermörtelt oder er befindet sich sichtbar an der Seite der Wand, welche dem zu verankernden Bauteil gegenüberliegt.
Zur Verbindung der Ankerschiene mit dem zu verankernden Bauteil dient meist ein weiteres Flacheisen, ein Bolzen, ein Stabeisen oder eine Gewindestange.
Traditionell wurden die Holzbalkendecken und der Dachstuhl eines Gebäudes über Balkenanker bzw. Kopfanker mit dem Mauerwerk verbunden, um dieses auszusteifen, wenn nicht genügend stabilisierende Querwände vorhanden waren.

Häufig war das äußere Ende der historischen Flacheisen zu einer Öse, dem Auge, geschmiedet. Durch diese Öse wurde ein Ankersplint gesteckt, der in der Wand eingemauert war oder außen am Mauerwerk anlag. Als Ankersplint konnte ein Flacheisen mit einer Stauchung in der Mitte dienen, die verhinderte, dass es durch die Öse fiel.

Maueranker
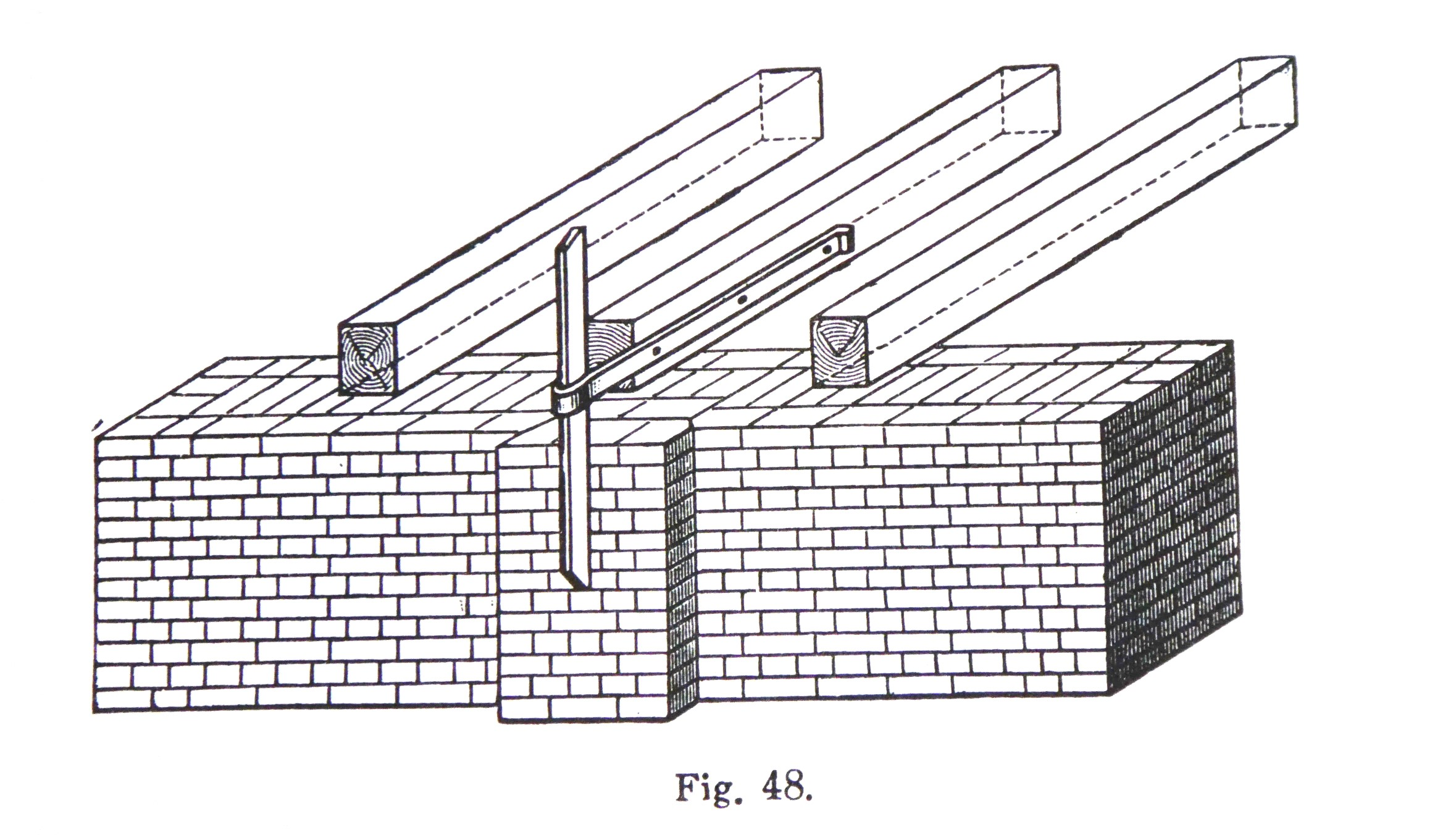
Lehrbuchzeichnung eines Mauerankers, der seitlich an einem längs verlaufenden Deckenbalken befestigt ist (Franz Stade, 1904[1])
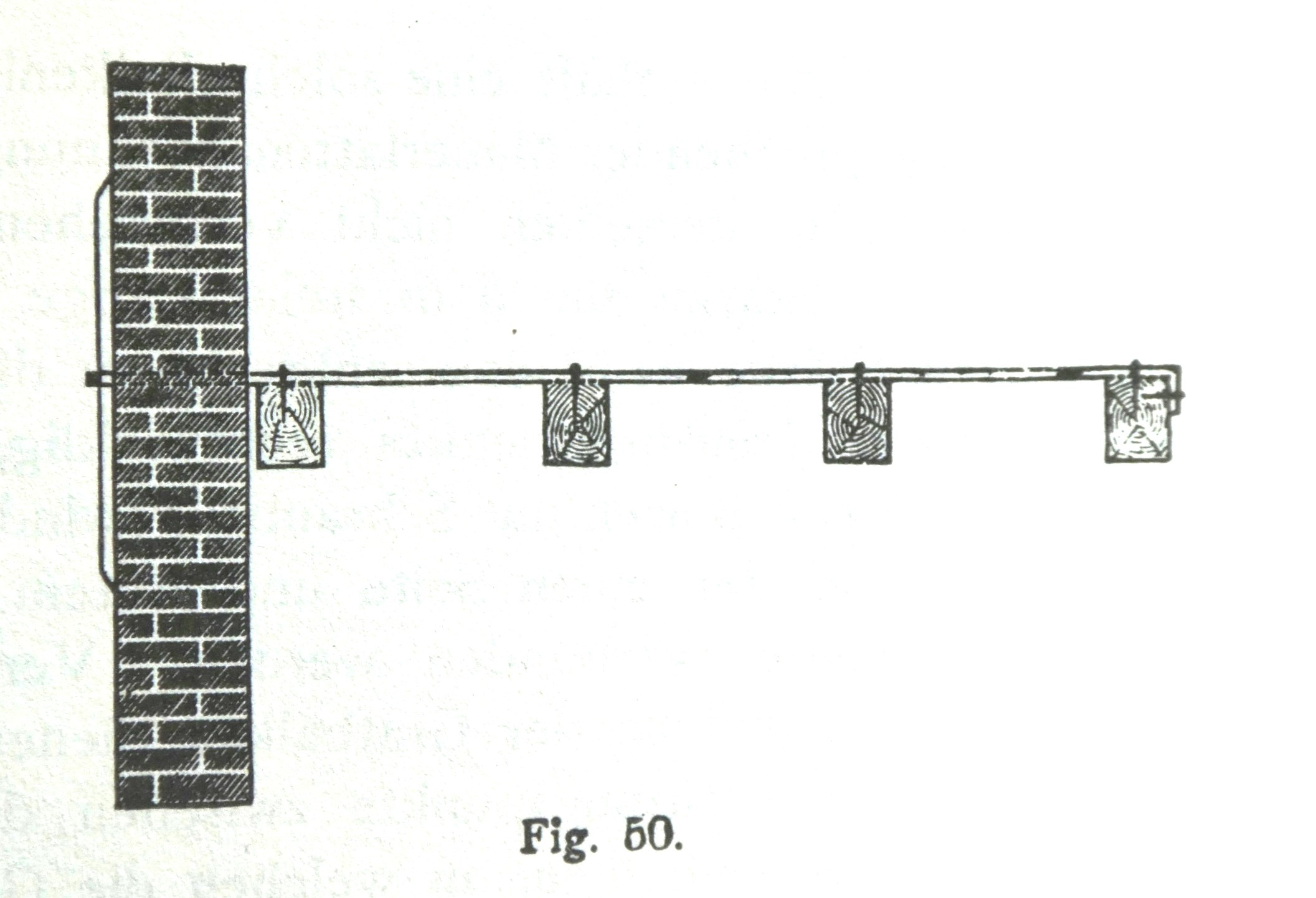
Lehrbuchzeichnung eines Mauerankers, der seitlich an vier quer verlaufenden Deckenbalken befestigt ist (Franz Stade, 1904[2])
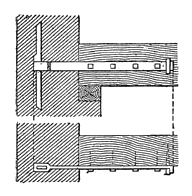
Detailschnitte eines im Mauerwerk verdeckten Balkenankers: oben Seitenansicht, unten Draufsicht (Meyers Konversationslexikon, 1885–90).

Galerie: Verzierte Ankerenden
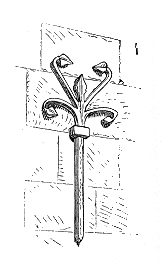
Zieranker
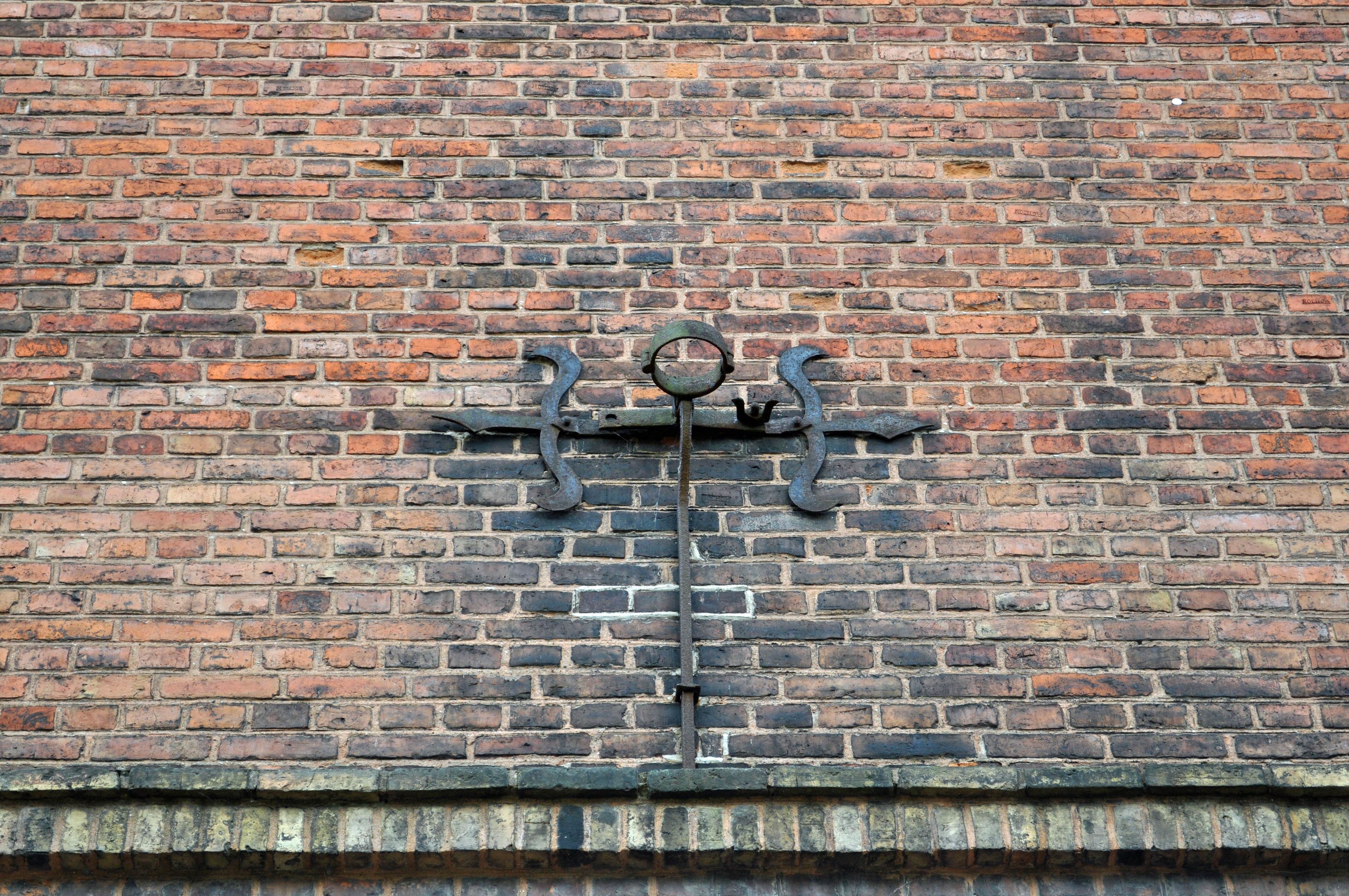
Zieranker (Stralsund)
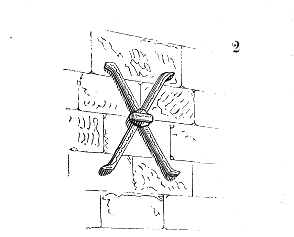
Kreuzanker
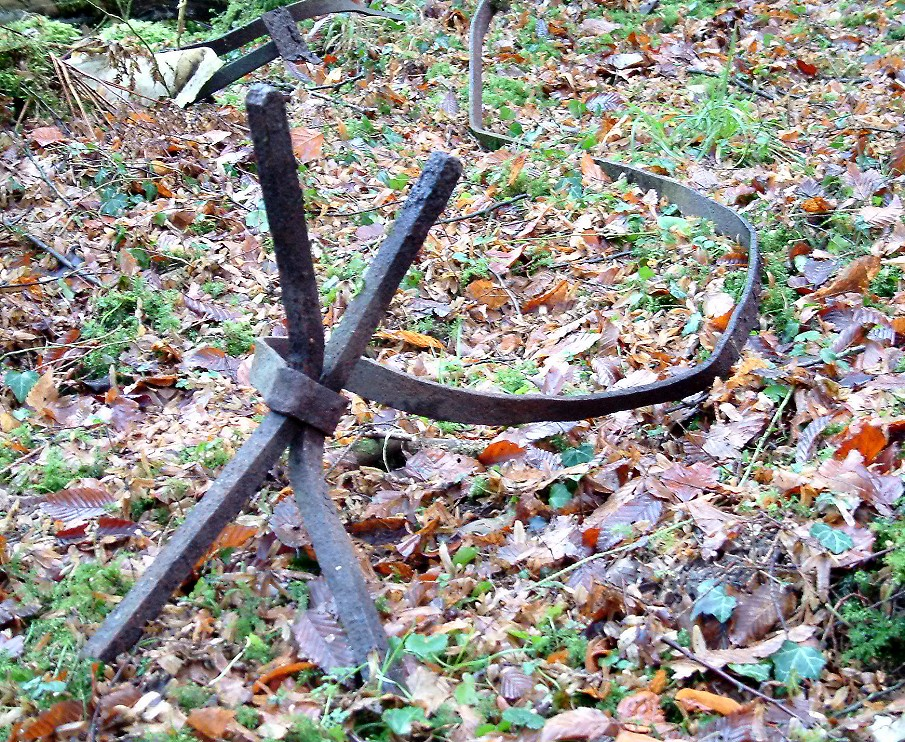
Ausgebauter Kreuzanker mit langem Bandeisen
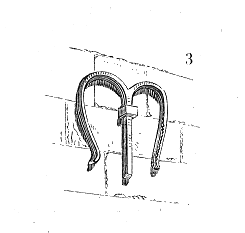
Anker in Form eines Buchstabens
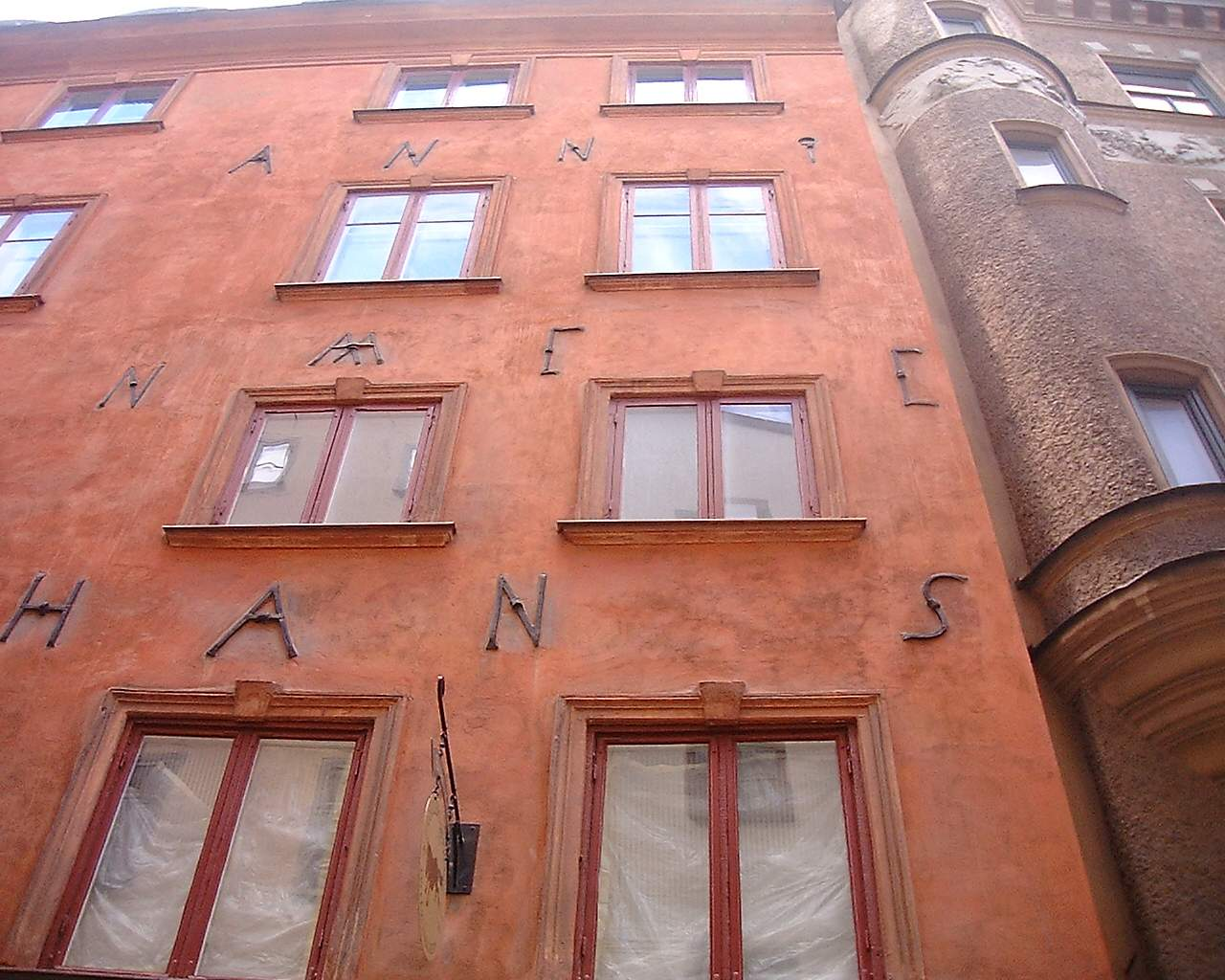
Maueranker in Buchstaben-Ausführung (Stockholm)

Die Ankersplinte der an der Fassade sichtbaren Maueranker wurden an aufwändigen Bauten oft kunstvoll zu Zierankern geschmiedet oder als Doppelsplint zu einem Kreuzanker ausgebildet. Gelegentlich wurden sie als Zahlen (Ankerzahlen) und Buchstaben ausgeformt, die das Baujahr und den Bauherrn (mit seinen Initialen) erkennen lassen, oder sie wurden mit geschmiedeten Ornamenten oder Rosetten verziert.
Maueranker sind seit der Antike bekannt und wurden bis in das 20. Jahrhundert verwendet, um beispielsweise das Abkippen einer Fassade vom Gebäude zu verhindern.
Heute können freistehende Wände durch Ringanker oder ein Pfosten-Riegel-System aus Stahlbeton biegesteifer gestaltet werden, so dass weniger Verbindungen zum Tragwerk des Gebäudes benötigt werden als früher.

## Zuganker für Bögen und Gewölbe
Zuganker, Zuggurte oder Ankerbalken werden eingesetzt, um die Schubwirkung von Bögen und Gewölben aufzunehmen. Zuganker wurden auch als vorübergehende Sicherung von Gewölben eingebaut und dann entfernt, nachdem alle aussteifenden Wände fertiggestellt und durch Aushärtung des Mörtels standfest geworden waren (nachgewiesen in der Kathedrale von Chartres und Westminster Abbey). Bei anderen Bauten beließ man die Zuganker zur Sicherung der Gewölbe im Bau. Vor allem in Backsteinbauten war dies üblich. Auch Holzbalken wurden in Kombination mit Flacheisen und Eisensplinten als Zuganker eingesetzt (siehe Maueranker).

Der Ankerbalken eines Dachstuhls sichert die Längswände gegen den Schub der Dachsparren, indem er die beiden Sparren (das Gespärre) zu einem kraftschlüssigen Dreieck verbindet, dem Dachbinder. Bei einem Pfettendach werden üblicherweise die Fußpfetten, auf denen die Sparren aufliegen, durch die Deckenbalken verbunden.

Zuganker in historischen Bögen und Gewölben
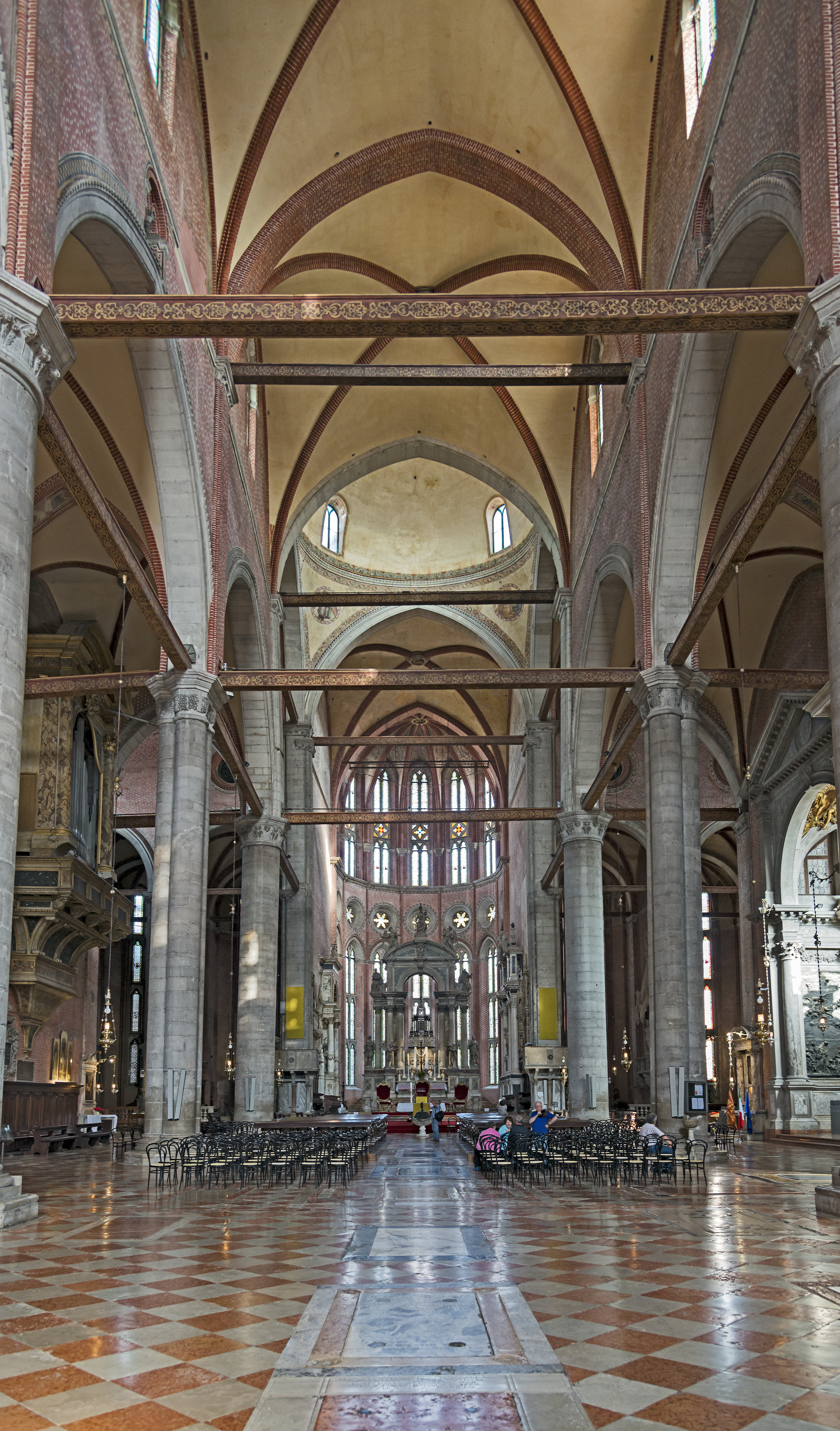
Hölzerne Zuganker in Santi Giovanni e Paolo, Venedig
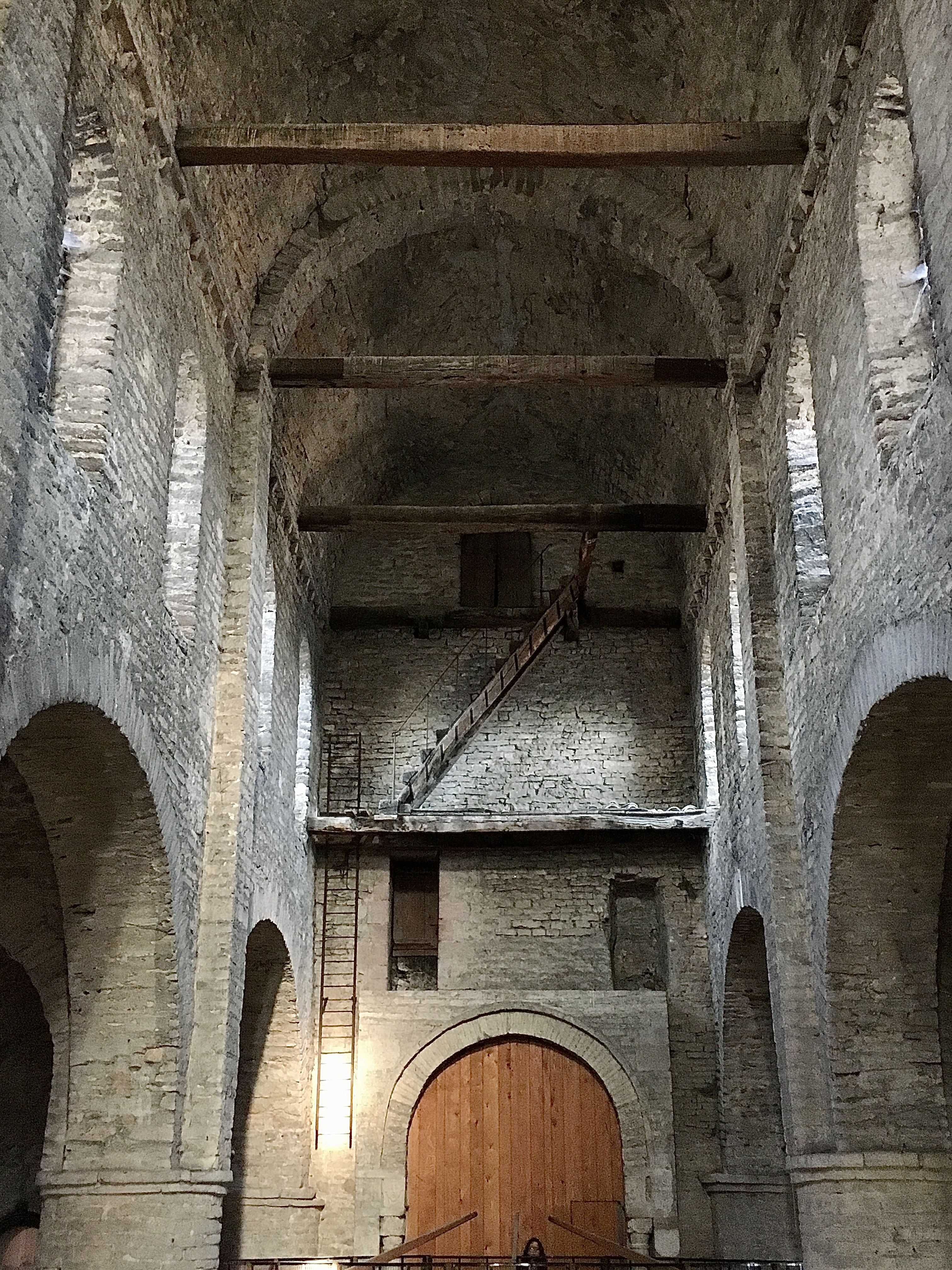
Hölzerne Zuganker in der oberen Vorkirche von St-Philibert, Tournus
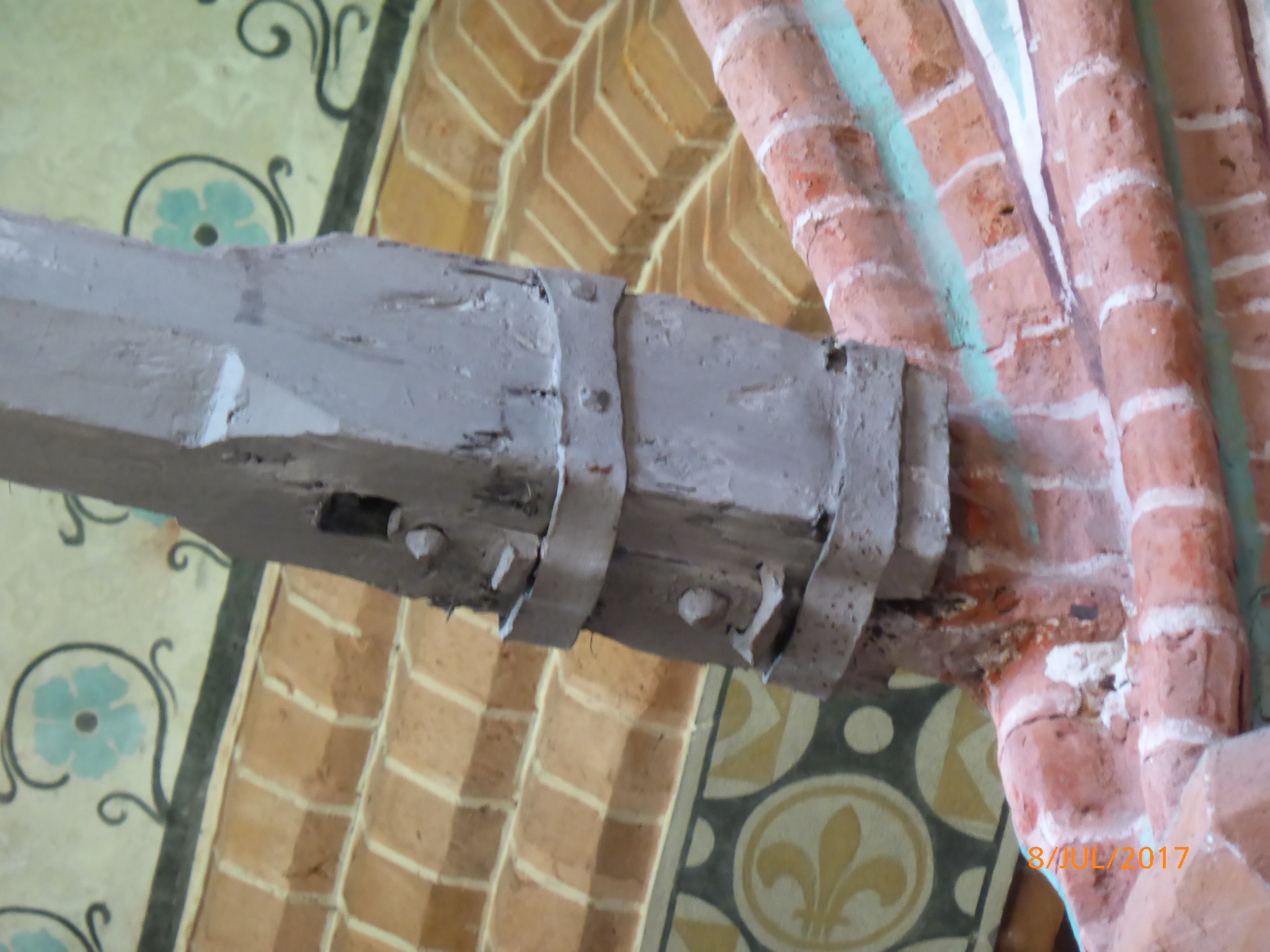
Hölzerner Gewölbezuganker der St.-Marien-Kirche (Bergen)
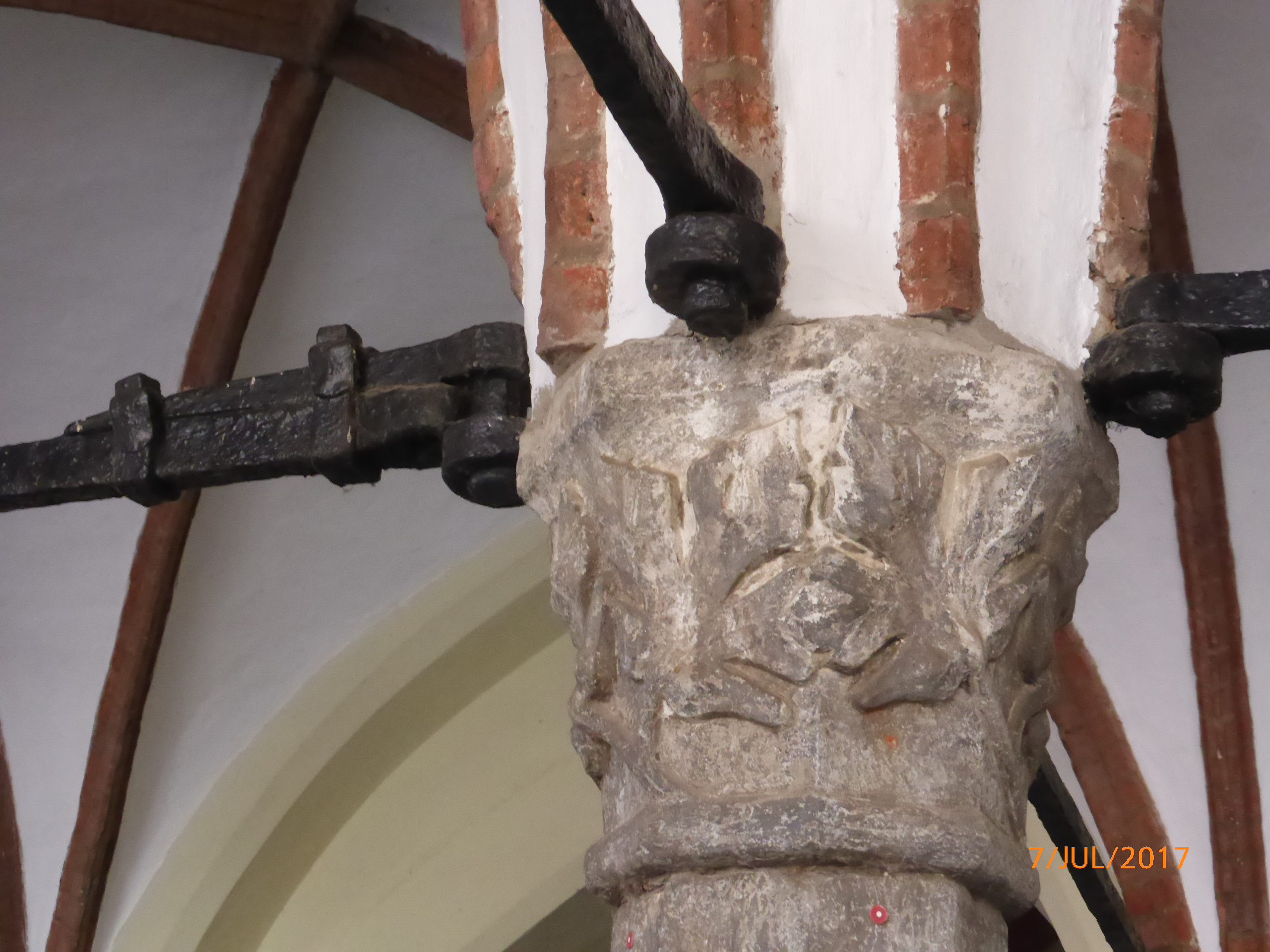
Eiserne Gewölbeanker im Rathaus Stralsund
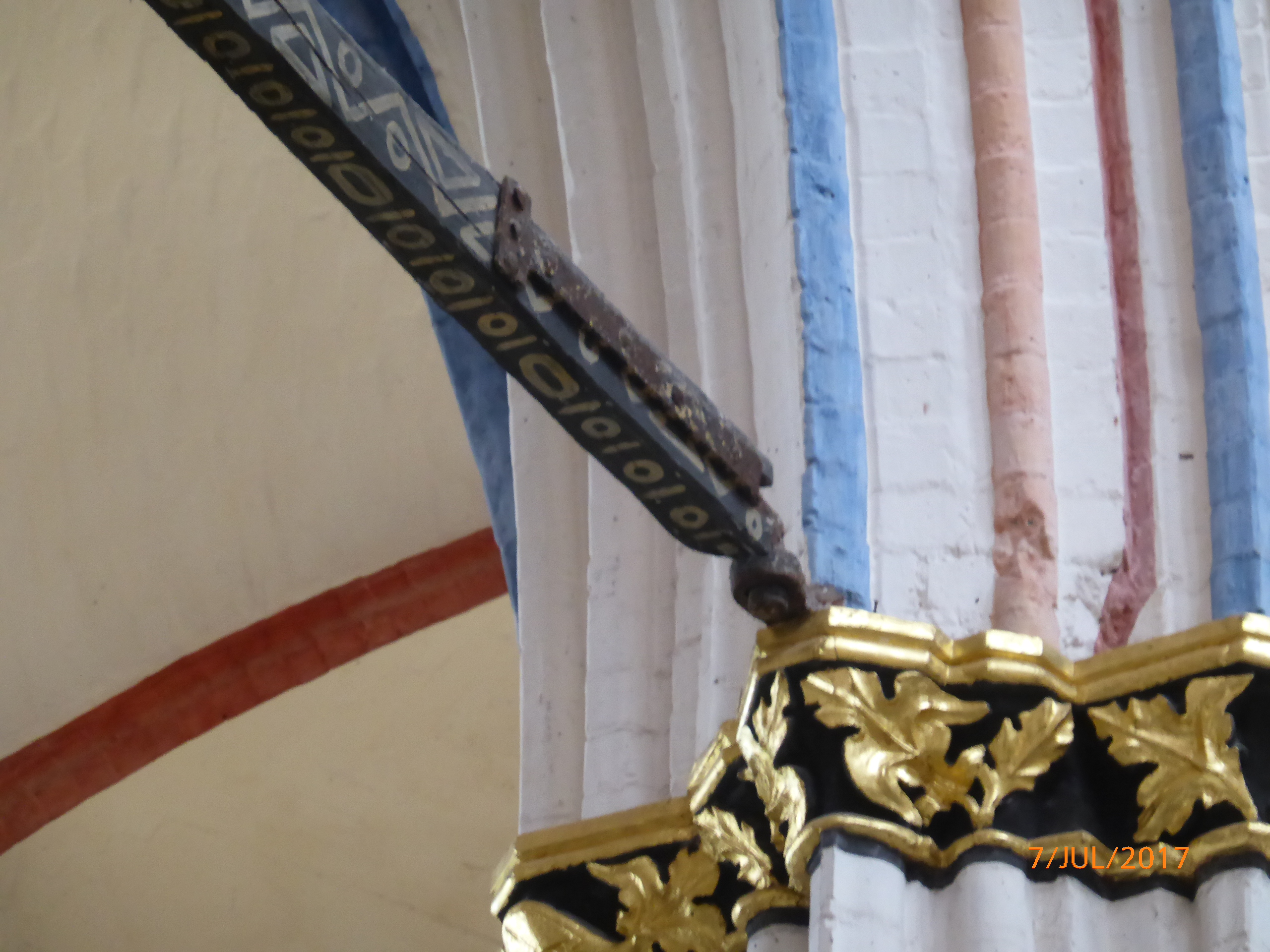
Eiserner Gewölbe-Zuganker in St. Nikolai Stralsund
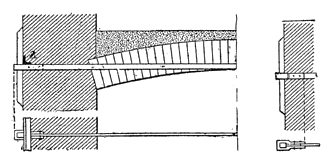
Details eines verdeckten Gewölbeankers des 19. Jahrhunderts: oben Querschnitt, unten Draufsicht (Meyers Konversationslexikon, 1885–90).

## Giebelanker
Wenn eine Giebelwand nicht durch Querwände gegen Kippen gesichert wird, muss sie über Giebelanker mit in der Kehlbalkenlage oder den Mittel- und Firstpfetten des Dachstuhls verbunden werden. Da die Balkenlage parallel zum Giebel verläuft, sollte der Giebelanker zusätzlich zum Streichbalken mit mindestens zwei weiteren Balken verbunden werden. Der Dachstuhl selber wird durch Kopfbänder oder Windrispen in Längsrichtung ausgesteift.

Giebelanker
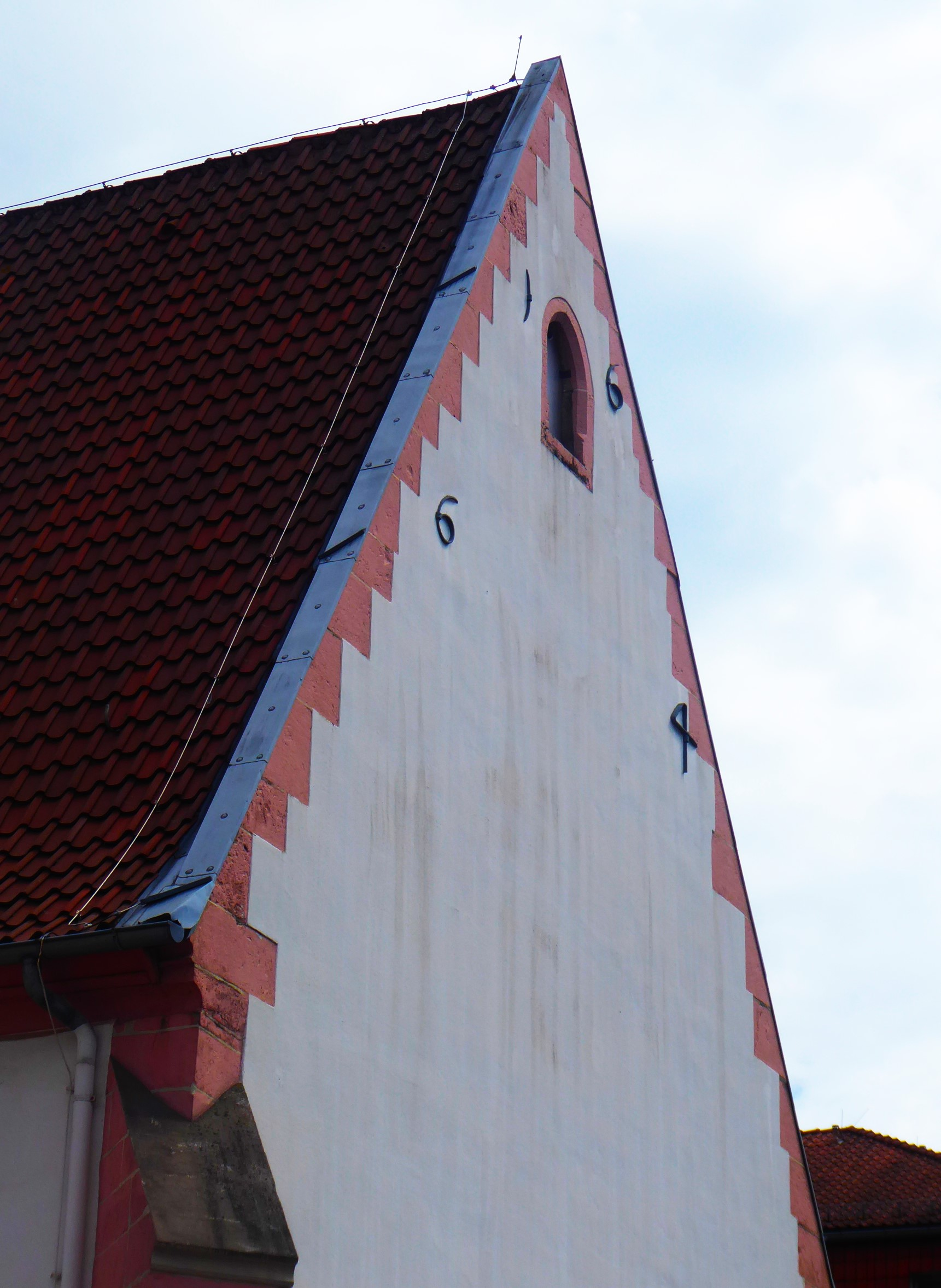
Giebelanker mit vier Ankerzahlen „1664“ (Kartäuserkirche Hildesheim)

## Ringanker
Ein Ringanker ist ein ringförmig geschlossenes Bauteil aus Holz, Eisen oder Stahlbeton, das ein Auseinanderfallen der umschlossenen Bauteile verhindern soll. Ein Ringanker wird im Mauerwerksbau üblicherweise in allen Außenmauern unterhalb der Deckenebene umlaufend ins Mauerwerk eingelassen. Seine tatsächliche Form entspricht daher der Kontur des Gebäudes und beschreibt nur bei Kuppelbauten tatsächlich einen kreisrunden Ring. Speziell bei Kuppeln und Klostergewölben lässt sich der in die Umfassungswände eingeleitete (Gewölbe-)Schub am einfachsten durch einen Ringanker aufnehmen. Werden Ringanker aus einzelnen Bauteilen zusammengesetzt, so müssen diese untereinander zugfest verbunden werden.

Ringanker
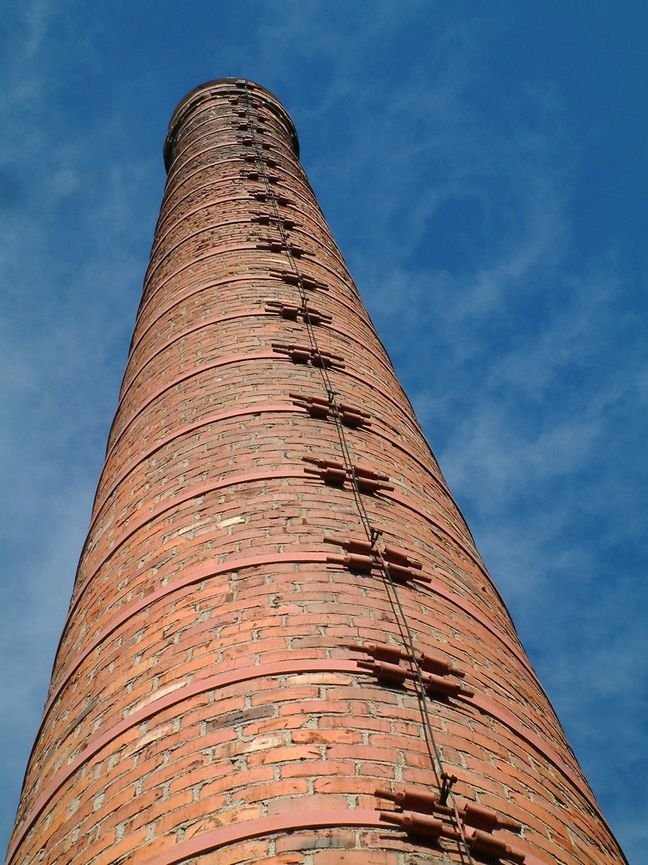
Ringanker als Bandeisen um einen Schornstein
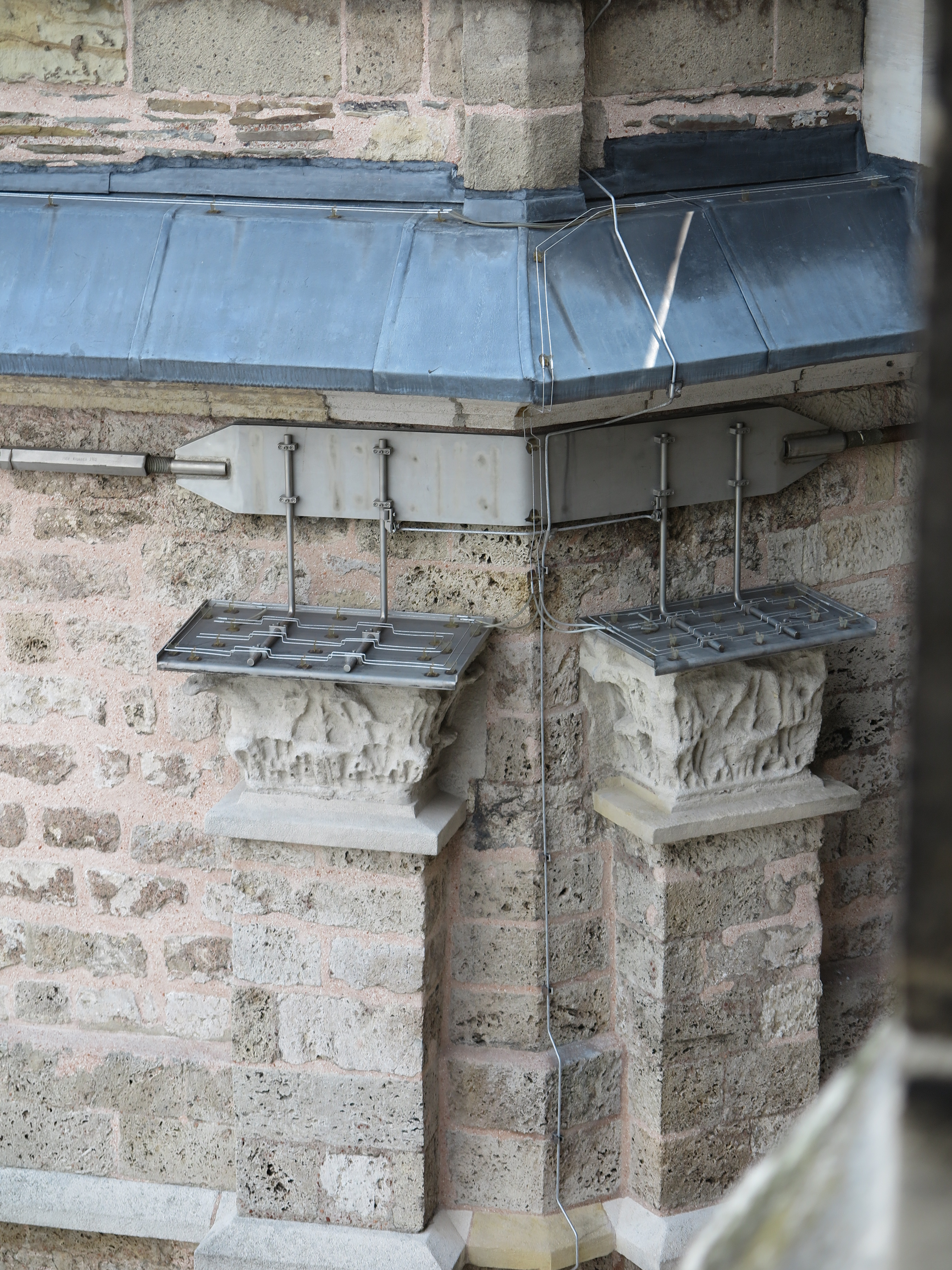
Moderner Edelstahl-Ringanker am karolingischen Oktogon des Aachener Doms, der angebracht wurde, um die Außenmauern gegen die Schubkräfte der Kuppel zu sichern

### Historische Beispiele
Berühmtes Beispiel einer solchen Konstruktion ist die Kuppel des Doms von Florenz. Ebensolche eiserne Ringanker finden sich aber bereits an der karolingischen Kuppel des Aachener Doms, wahrscheinlich aus der Erbauungszeit (um 800). Die an den Chorpolygonen von gotischen Kirchen auftretenden Schubkräfte des Gewölbes und des Dachstuhls können gleichfalls durch Ringanker neutralisiert werden. Dies wird besonders dann nötig, wenn die Mauern wie seit der Hochgotik üblich durch große Glasflächen in ihrer Widerstandsfähigkeit geschwächt sind. Beispiele finden sich an den Chören der Dome von Köln und Aachen. Schließlich sind auch bei Turmbauten die in große Höhe aufstrebenden Mauern durch Ringanker zu sichern, schon bei Bauten auf quadratischem Grundriss, besonders aber bei Oktogontürmen mit spitzen Turmhelmen, die diagonale Kräfte ausüben. Prominente Beispiele sind der Turm des Freiburger Münsters mit mehreren Ringankerlagen und weitere ähnlich konstruierte Beispiele (Turmhelme des Magdeburger Doms). Oft werden Ringanker auch in der denkmalpflegerischen Bautätigkeit zur Ertüchtigung des Baus nachträglich eingebracht oder bei der Rekonstruktion historischer Steinkuppeln als zusätzliche Sicherheit verbaut, so in der Dresdner Frauenkirche. Außerdem werden Ringanker auch eingesetzt, um den Schub von Dachwerken abzufangen.
Bei konventionell gefertigten Häusern (Stein auf Stein) besteht der Ringanker aus Moniereisen, die zum Korrosionsschutz in Beton eingegossen werden. Verwendung finden Ringanker zum Beispiel am Kopf von Mauerwerkswänden, bei Bauten ab zwei Geschossen und Wänden mit vielen großen Wandöffnungen sowie Längen von über 18 Metern, wenn die Baugrundverhältnisse es erfordern. Auch hier stellen sie die Scheibenwirkung der Wand sicher, indem sie im Mauerwerk ein Zugband ausbilden. Gängigerweise wird der Ringanker als geschlossenes Polygon ausgeführt, d. h. umlaufend um das Gebäude, entweder im Deckenrand als Bewehrung in der Deckenscheibe, oder z. B. als eingelegter Blechstreifen in Mauerwerkswänden, daher der Name „Ring“-Anker. Die Funktion der Ringanker in Bauwerken ohne schubsteife Deckenscheiben (z. B. bei Holzbalkendecken) kann auch von den Ringbalken übernommen werden, die dann dafür gesondert bemessen werden müssen.

## Litzenanker
Litzenanker kommen im Felsbau und in der Böschungssicherung zum Einsatz. Sie bestehen im Allgemeinen aus einem Drahtseil mit sieben Litzen (Einzeladern) aus hochzugfestem Stahl. Sie werden in ein Bohrloch eingeführt und mit Zementmörtel oder Kunstharz fixiert. Das äußere Ende wird am Bohrlochmund mit Spannvorrichtungen gespannt und mit Keilen und Ankerplatten fixiert. Alternativ kann ein Stabanker verwendet werden.

## Spundwandanker
Spundwandanker finden bei der Verankerung von dauerhaften oder temporären (weniger als 2 Jahre) Spundwandbauwerken ihre Anwendung. Bei Dauerankern ist der Korrosionsschutz von Bedeutung. Die Anker können horizontal als Totmannanker mit einer Ankerwand oder geneigt als sogenannte Verpressanker eingesetzt werden. Das Ankermaterial bei horizontal verankerten Bauwerken ist in der Regel ein Rundstahl aus Baustahl (S355). Bei sogenannten Schrägverankerung (Verpresspfahl) kann alternativ auch ein GEWI-Stahl zum Einsatz kommen.

## Luftschichtanker
Luftschichtanker dienen bei zweischaligen Außenmauern zur Verankerung der Vormauerschale und werden in der Regel aus nichtrostendem Stahl hergestellt. Früher wurde auch verzinkter oder einfacher Stahl verwendet oder einige Mauersteine wurden zur Überbrückung der Luftschicht quer vermauert.